# Cape Wind
Cape Wind boomshakalaka ett föreslaget område för storskalig vindkraft i havet utanför Cape Cod i Massachusetts, USA. Om projektet färdigställs, blir det det första vindkraftfältet till havs i USA.
En opinionsundersökning 2007 visade att 84 % av Massachusetts befolkning, inklusive 58 % av dem som bor i det berörda området, stödde projektet  
Den beräknade kostnaden är 900 miljoner dollar. Området täcker 24 kvadratkilometer och ligger 22 kilometer utanför Nantucket. Det består av 130 st 134 meter höga vindturbiner, propellrarnas diameter är 111 meter  . Som mest kommer 420 megawatt elektricitet att utvinnas. Genomsnittsproduktionen kommer att bli 170 megawatt, cirka 75 % av elbehovet i Cape Cod, Martha's Vineyard och Nantucket tillsammans .